# Farim
Farim es una localidad del norte de Guinea-Bisáu perteneciente al sector del mismo nombre, capital de la región de Oio. Se encuentra en la orilla norte del río Farim/Cacheu, a unos 215 km río arriba desde Cacheu.
Tenía una población de 8.661 habitantes (según censo de 2009).

## Etimología
El nombre de la ciudad y sector deriva de la palabra 'farim', que era el título que se le daba al rey local de los mandingas. A su vez, tanto los mandingas como los soninkés llamaban al asentamiento 'Tubabodaga', que significa 'aldea de los blancos'.

## Historia

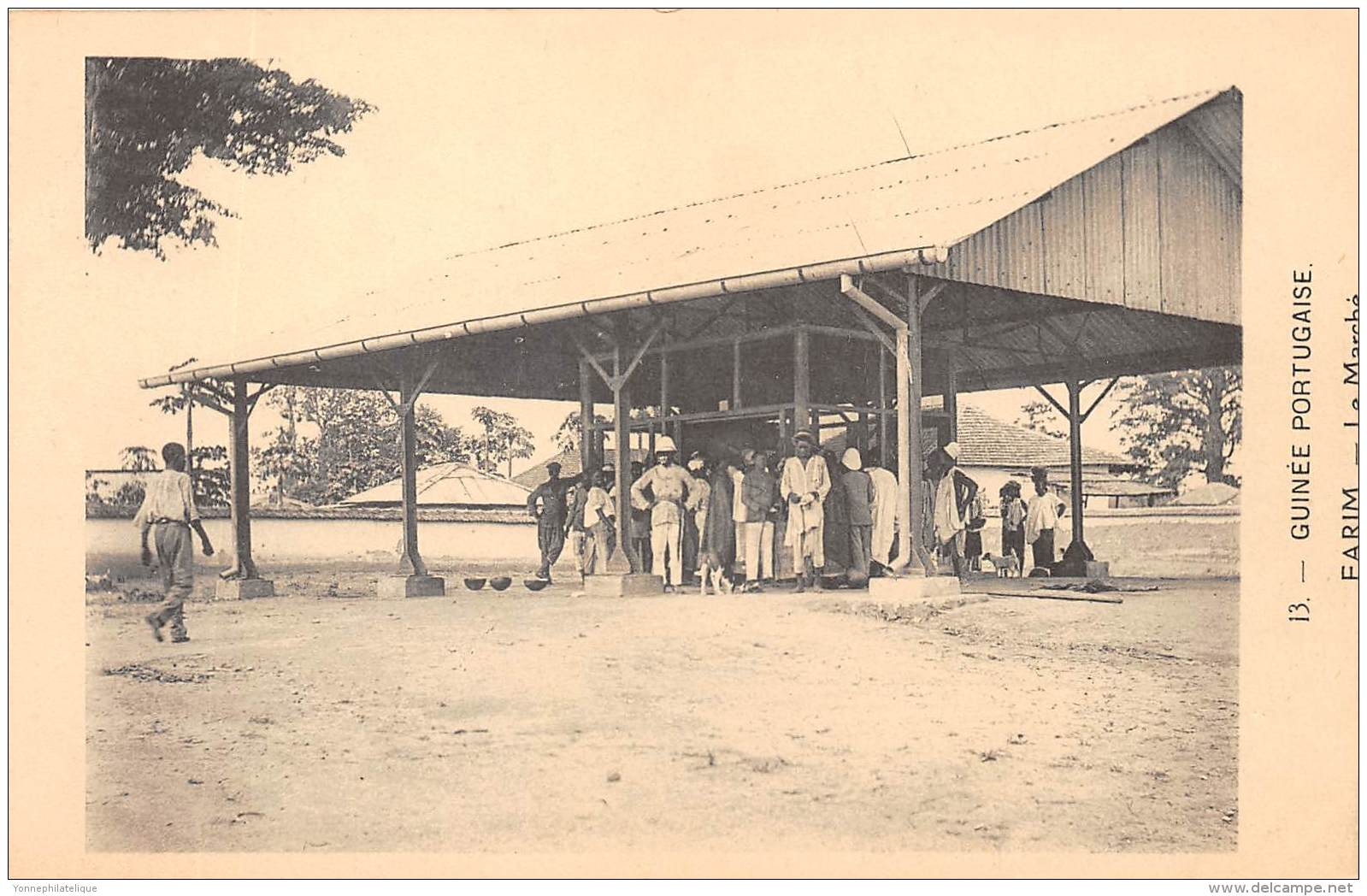
Una empresa de procesamiento y ensacado de granos y sus trabajadores, en Farim, en 1900.

El primer establecimiento portugués en la región fue en Cacheu, ciudad fundada en el contexto de la dinastía filipina, la casa de Habsburgo en Portugal, en 1588, aunque administrativamente sujeta al archipiélago de Cabo Verde. Después de la Restauración portuguesa (1640), se reanudó el asentamiento en la región, luego irradiando desde la desembocadura de los ríos Casamanza, Cacheu, Geba y Buda, centrados en la trata de esclavos.
Farim fue fundada alrededor de 1641 por el Capitán Mayor de Cacheu, que reclutó lançados de Geba para trasladarse a donde serían menos vulnerables a los ataques de las tribus africanas. Estaba bien situada como puerto, ya que el río era continuamente navegado por navíos a vela de Cacheu. Como las demás factorías, la de Farim estaba destinada a implementar el comercio de esclavos con el Reino de Gabú, que englobaba, a Casamanza, Guinea-Bisáu y Gambia, comprendiendo varias etnias, como los jolas (mayoritarios hasta nuestros días), los fulas, los bantúes y los manjacos.
Se convirtió en prisión y guarnición colonial por orden del 10 de noviembre de 1696, como reacción al ataque de los indígenas de las cercanías a la actual sección-aldea de Caniço en marzo de ese año. Una vez guarnecidos, al año siguiente las tropas de Caniço intentaron nuevamente tomar el lugar, pero sin éxito. A pesar de estos acontecimientos, y dado que la trata de esclavos se concentraba en la costa, la distancia de estos centros significaba que la zona permanecía en general pacífica, lo que llevaba a que las defensas se debilitaran gradualmente.
El segundo conflicto grave que se produjo en la localidad tuvo lugar el 1 de diciembre de 1846, cuando Honório Barreto tuvo que encabezar una expedición contra los grumetes de Farim que amenazaban a la guarnición local. Después de este conflicto, los portugueses buscaron garantizar la seguridad de la localidad, construyendo refuerzos en la fortificación en 1875, además de celebrar un importante tratado de paz con Dembel, rey del reino de Fuladú.
Fue una base de operaciones contra los balantas del río Mansoa en el primer gran ataque colonial (1897) y en el segundo (1902), en un intento de obligarlos a pagar el impuesto de cabaña (imposto de palhota), las tropas portuguesas sufrieron derrotas desmoralizadoras.

### SigloXX

Escuela de Base del PAIGC en Canjambari, en 1974; en las afueras de Farim.

Mediante un diploma real de 1906, el territorio guineano fue dividido en un municipio (Bolama) y seis residencias: Bisáu, Cacheu, Farim, Geba, Cacine y Buba. Cacheu siguió siendo la capital del distrito de Cacheu, pero perdió más de la mitad de sus tierras para la formación de los distritos de Farim (ahora Oio) y Geba (ahora Bafatá). Farim se convirtió en la capital del distrito del mismo nombre.
El 4 de agosto de 1913, Farim recibió el título de vila. El estatus de vila todavía no era el más adecuado para las capitales de las subdivisiones de primer nivel, pero era más adecuado que el estatus de vilarejo.
Farim comenzó a crecer de forma importante entre las décadas de 1910 y 1930, cuando más de veinte empresas comerciales se establecieron en la vila, experimentando una afluencia de comerciantes libaneses y sirios, que se centraron principalmente en los negocios del cacahuete y la madera.
En la década de 1960, finalmente ascendió a la categoría de ciudad.
Su economía se vio muy afectada por la guerra de Independencia de Guinea-Bisáu en las décadas de 1960 y 1970. Algunas de las bases principales y más organizadas del PAIGC estaban en las proximidades de Farim.

## Deportes
Existen varios clubes deportivos (en particular de fútbol y atletismo) en Farim y su área de influencia, incluyendo el Sporting Clube Farim.

## Cráter en Marte
Lleva el nombre de la ciudad un cráter en Marte.